# Фишер, Уильям Фредерик
Уи́льям Фредери́к Фи́шер (англ. William Frederick Fisher; род. 1946) — астронавт НАСА. Совершил один космический полёт на шаттле: STS-51I (1985, «Дискавери»), совершил два выхода в открытый космос, врач.

## Личные данные и образование

WB57-F в полете.

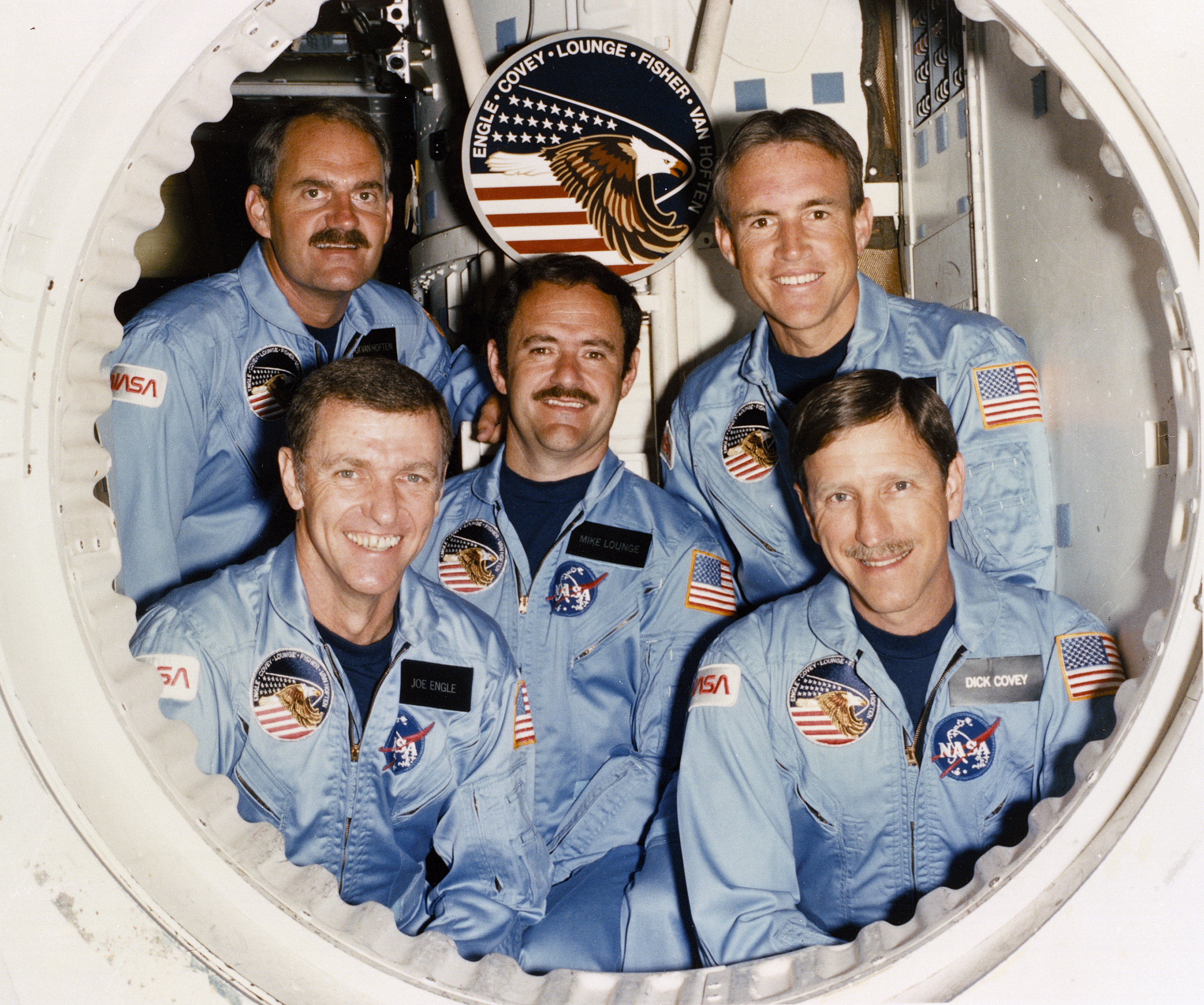
Экипаж STS-51I, Фишер вверху справа.

Родился 1 апреля 1946 года в Далласе, штат Техас. Он был женат (1977) на коллеге — астронавтке, Анне Фишер из Санкт-Албанс, Нью-Йорк. У них две дочери, Кристин Энн (род. 29 июля 1983 года) и Кара Линн (род. 10 января 1989 года), развелись в 2000 году. Фишер любит горнолыжный спорт, водные лыжи, альпинизм, полеты, прыжки с парашютом, кемпинг, и большинство новых видов спорта и приключений. Его любимая книга — Илиада Гомера (в переводе Роберта Фагела). Он любит оперу, но предпочитает слушать, а не присутствовать. Он слушает большинство направлений музыки, но за исключением Eminem, не любит рэп. Фишер собирает плакаты 1965—1973 годов «Bill Graham Fillmore», «Family Dog», и других рок-музыкантов и концертов.
В 1964 году окончил среднюю школу в Норд-Сиракузах, Нью-Йорк. В 1968 году получил степень бакалавра в области биологических наук в Стэнфордском университете. В 1969—1971 годах защищает дипломную работу по микробиологии в Университете Флориды. Там же, в 1975 году получил степень доктора наук медицины. В 1975—1977 годах учился в ординатуре общей хирургии в медицинском центре «UCLA» имени Рональда Рейгана. В 1980 году получил степень магистра в области инженерии в Университете Хьюстона

## ДоНАСА
До 1969 года работал в качестве инструктора по альпинизму в Монтрё, Швейцария. С 1969 по 1971 год работал биологом в Университете Флориды. С 1975 по 1977 год работал хирургом в госпитале при Университете Калифорнии в городе Торренс в Калифорнии. В 1978—1980 годах работал в Университете Хьюстона. С 1991 года работал врачом в госпитале в городе Вебстер, штат Техас..

## Космическая подготовка
В мае 1980 года был зачислен в отряд астронавтов НАСА в составе 9-го набора в качестве специалиста полета. Прошел курс общекосмической подготовки (ОКП) с июля 1980 года. По её окончании в августе 1981 года получил квалификацию специалиста полета и назначение в Отдел астронавтов НАСА. В 1980—1981 годах работал над программой высотных исследований на самолете WB57-F, занимался медицинским обеспечением первых полетов шаттла, был представителем Отдела астронатвов по вопросам внекорабельной деятельности и средств перемещения астронавтов вне корабля (EMU). В дальнейшем занимал различные должности в Отделе астронавтов: был оператором связи с экипажем во время нескольких полетов, в 1983 году работал представителем Отдела астронавтов по разработке тренажера(симулятора) шаттла, был заместителем директора НАСА по вопросам поставок оборудования.

## Космический полёт
- Первый полёт — STS-51I[3], шаттл «Дискавери». C 27 августа по 3 сентября 1985 года в качестве специалиста полета. Экипаж вывел на орбиту три спутника связи: для Военно-морского флота США — «SYNCOM IV-4», австралийский «AUSSAT», и для американской компании спутник «ASC-1». Экипаж на орбите провел успешные работы по сближению и ремонту большого по массе — 6,8 т (15000 фунтов) спутника «SYNCOM IV-3». Фишер совершил два выхода в открытый космос: 31 августа 1985 года — 7 часов 8 минут и 01 сентября 1985 года — 4 часа 43 минуты. Продолжительность полёта составила 7 суток 2 часа 18 минут.[4].

Общая продолжительность внекорабельной деятельности — 11 часов 51 минуту. Общая продолжительность полётов в космос — 7 суток 2 часа 18 минут.

## После полётов
в 1985—1987 годах работал начальником отделения по связи с общественностью, в 1987—1989 годах был главой Центра медицинского обслуживания, в 1987—1991 годах был представителем Отдела астронавтов в комиссии по подбору экипажей, а в 1989—1991 — в комиссии по выработке стандартов для космической станции. С 1991 года работал врачом в госпитале в городе Вебстер, штат Техас.

## Награды и премии
Награждён: Медаль «За исключительные заслуги», Медаль «За космический полёт» (1985) и многие другие.